# Slaget ved Irpin (1321)
Slaget ved Irpin var en betydningsfuld kamp i 1321. Den litauiske storfyrste Gediminas besejrede en kombineret hær i fra de sydlige Rus-riger i nærheden af Kijev. Derefter blev Kijevriget og mange andre fyrstendømmer erobret af litauere næsten uden kamp.

## Forhistorie
Mod Gediminas stod en stor koalition af storfyrstendømmet Kijev, fyrstendømmet Brjansk og fyrstendømmet Pereiaslav anført af knjaz Stanislav Ivanovich af Kijev, Roman af Brjansk og Oleg af Pereiaslav. På deres side kæmpede også den undslupne Lew af Lutsk fra fyrstendømmet Galicien-Volhynien, som allerede var erobret af litauerne. Den samlede styrke af de sydlige Rus-riger var på grund af Den Gyldne Hordes invasion svækket og i forfald og fyrstendømmerne led af affolkning.

## Forløb
Gediminas startede sit felttog i Brest, erobrede Ovrutj og Zjytomyr og drog videre "plyndrende og hærgende" mod Kijev. Ved Iprins flodbred, ca. 23 km sydvest for Kijev, mødte han koalitionshæren. Det begyndte en kamp, hvorefter Rus-drusjinaerne (dansk: ~ hirden) tog flugten og Gediminas vandt en afgørende sejr over Stanislav og hans allierede.
Nu belejrede den litauiske hær Kijev, der faldt. Andre byer som Vysjhorod, Tsjerkasy, Kaniv, Putyvl og Perejaslav kunne heller ikke opretholde forsvaret og overgav sig. Efter Kijev var faldet sendte Gediminas Stanislav, den sidste efterkommer af Rurikslægten der regerede Kijev, i eksil i Brjansk og derefter i Rjasan.
Algimantas af Olshanskislægten blev indsat som Gediminas statholder af Kijev. Senere i 1331 nævnes Gediminas bror Fiodor som fyrste af Kijev.

## Følger
Slaget ved Irpin betød en stor fremgang for Storfyrstendømmet Litauen på bekostning af de slaviske fyrstedømmer. Fyrsterne i Kijev og andre fyrstendømmer, der var hjertet af Kijevriget, måtte acceptere de litauiske storfyrsters overherredømme og betale tribut til Litauen, dog antyder et regnskab fra 1331, at Fiodor stadig betalte tribut til mongolerne. Litauere fik først fuld kontrol over Kijev efter slaget mod den Gyldne Horde ved det blå vand i 1362, herefter blev fyrstendømmerne en integreret del af storfyrstendømmet. Sejren var afgørende for Litauens lange kontrol over området og Lublinunionens kontrol over det sydlige Rus. Kun gradvist blev områderne erobret af Moskva, der så sig selv som centrum for det frie Rus. Efter slaget ved Vedrosj i 1500 mistede Litauen Siverija. I den polsk-russiske krig (1654–1667) fik Rusland kontrol over Kijev og Dneprs venstre bred. Volhynien blev først russisk ved den endelige opdeling af den Polsk-litauiske realunion.